# مارك بورستين (مؤلف)

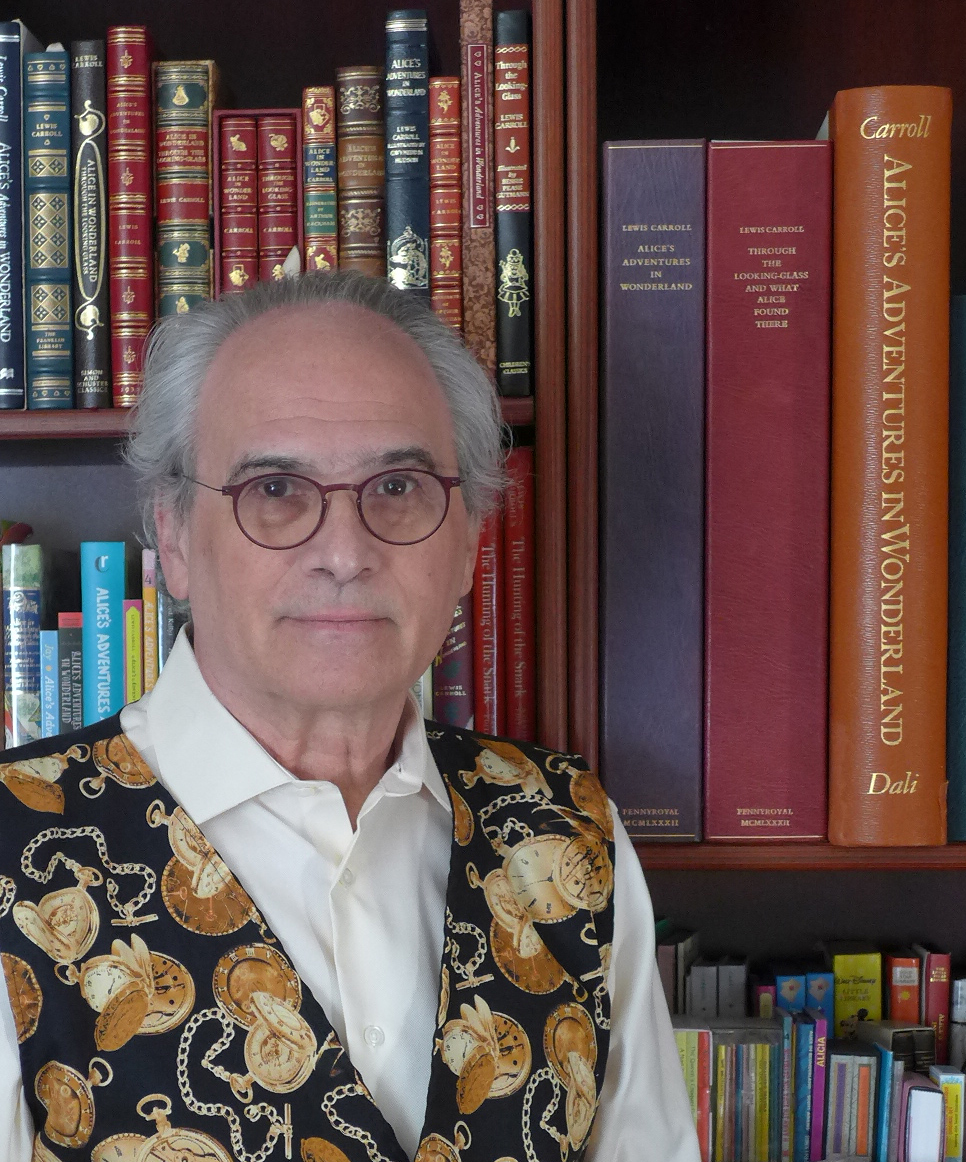
مارك بورستين

مارك بورستين ولد في خمسينيات القرن الماضي وهو مؤلف ومحرر كتب وخبير في أعمال لويس كارول .  ولقد كان كاروليًا طوال حياته وكان شخصية رئيسية في جمعية لويس كارول في أمريكا الشمالية (ال سي اس ان اي). 